# Misael Acosta Solís
Misael Acosta Solís (Ambato, 16 de diciembre de 1910 - Quito, 1994) fue un importante geobotánico, silvicultor, ecologista y naturalista ecuatoriano. Desarrolló su carrera alrededor de la intersección entre la botánica y la geografía, especializándose en las plantas que crecen en su país natal Ecuador. Fue importante en misiones científicas que se enfocaron en estudiar la cinchona y la conservación en las islas Galápagos. Su preocupación por el medio ambiente le llevó a liderar trabajos de reforestación. También contribuyó al desarrollo del método científico a través de la publicación de su importante manual "Manual para la elaboración y publicación de trabajos científicos".

## Infancia y estudios

### Orígenes y primeros años

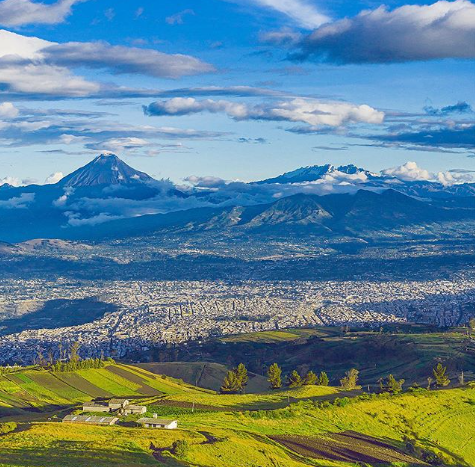
Ambato, Ecuador

Era el mayor de ocho hermanos y vivían en casa propia en la Benigno Vela junto al chalet del inglés Robertson, maquinista del ferrocarril. De seis años se torció un tobillo por saltar cercas. Su padre le llevaba en su caballo a ver las siembras y las cosechas, la poda de los frutales y los injertos, de suerte que prontamente aprendió a amar la vida campesina, se aficionó a la colección de hojas, conchas, caracolas, raíces, en fin, de todo cuanto veía y podía recoger y entró de alumno de la escuela del Liceo Montalvo de Ambato, donde tuvo de profesores a Miguel Ángel Vaca y a Manuel Coelho Peñaherrera. En 1922 inició la secundaria en el Colegio Bolívar.
En mayo de 1926 ganó un certamen de geografía, que versó sobre la cuenca hidrográfica del río Amazonas y el Canal de Kiel en el mar Báltico, inaugurado recientemente con gran éxito internacional. En mayo de 1928 ganó el Primer Premio por su monografía "Los frutos de la tierra ambateña" que mereció el honor de ser publicada en la imprenta del plantel. En 1930 se graduó de bachiller. Era un muchacho inquieto, atlético y de buen ver, que leía incansablemente todo libro que caía en sus manos especialmente si se trataba de aventuras y de viajes imaginarios, posteriormente devoró los cuatro tomos de ciencias naturales del autor italiano Lino Vaccarri se entregó con fe al conocimiento de la flora, el clima, la naturaleza en general y realizó su primera excursión botánica sería, a las que se sucederían muchas más para recopilar plantas de valor económico tales como hortalizas, legumbres, frutas, cereales, y pastos en las huertas cercanas a la ciudad, luego herborizaría en Huachi Chico las plantas de vegetación espontánea xerofítica. A fines de ese año ingresó a la recién fundada Facultad de Ciencias Naturales de la Universidad Central del Ecuador en Quito, gracias a la ayuda de Carlos A.

### Inicio de su carrera
En 1931 recogió de algunos jardines y huertos las plantas ornamentales (herbáceos, arbustivas y arbóreas) tanto autóctonas como introducidas, para lo cual visitó los parajes comprendidos desde Pishilata hasta Pelileo, siguiendo la vía férrea y los caminos. En otra ocasión estuvo en las vegas del río Ambato desde Catiglata hasta Aguaján, recogiendo plantas espontáneas y cultivadas. En 1932 trabajó para el instituto de Agricultura, exploró la flora xerofítica de los arenales de Picaigua y colectó plantas leñosas, arbustos y árboles. En 1933 se dedicó a las plantas medicinales y excursionó desde Aljuján hasta Pilahuin siguiendo un camino ascendente y casi vertical.

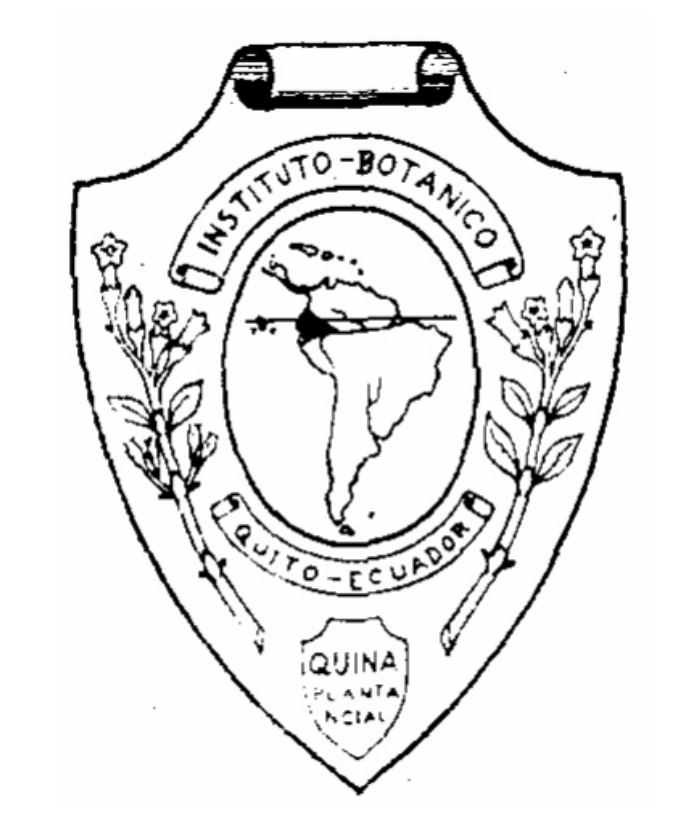
Instituto Botánico fundado por Misael Acosta Solís en 1935

En 1934 atravesó la ruta del carretero a Baños de Agua Santa y de Quito a Cruz Loma y en el Volcán Pichincha examinó las plantas de altura. En Cotocollao herborizó también la vegetación local. Para entonces su carrera se desarrollaba con éxito y había ganado en varias ocasiones el Premio al Mejor estudiante de Ciencias, era ayudante del Gabinete de Botánica con obligación de dictar clases y se Licenció en Ciencias Naturales. En 1935 fue designado Profesor Agregado a la cátedra de Botánica y con sus alumnos observó la transición de la vegetación desde San Juan a Chiriboga. Entonces creó el Instituto Botánico. En agosto viajaron a Guayaquil y recorrieron las haciendas del río por Milagro y Daule herborizando las plantas más comunes del camino. En diciembre pasó de Quito a Turubamba y de allí a Santa Rosa y a Machachi.
En 1936 se graduó de doctor, contrajo matrimonio con Blanca Castro Endara, doctora en Psicología y recibió la cátedra en propiedad. Sus superiores también le concedieron la de Farmacognosia y la dirección del Instituto Botánico, con cuatrocientos sucres mensuales de sueldo. Con algunos de sus discípulos pasó a trabajar en Baños y meses después realizaron un segundo viaje a Guayaquil y la zona Peninsular. Estuvo en San Vicente, Ancón, Salinas y la Libertad con fines puramente didácticos. De regreso salió al puente del Río Guayllabamba, a Puéllaro y a la laguna de Mojanda.

## Carrera científica

### Investigación en las Islas Galápagos

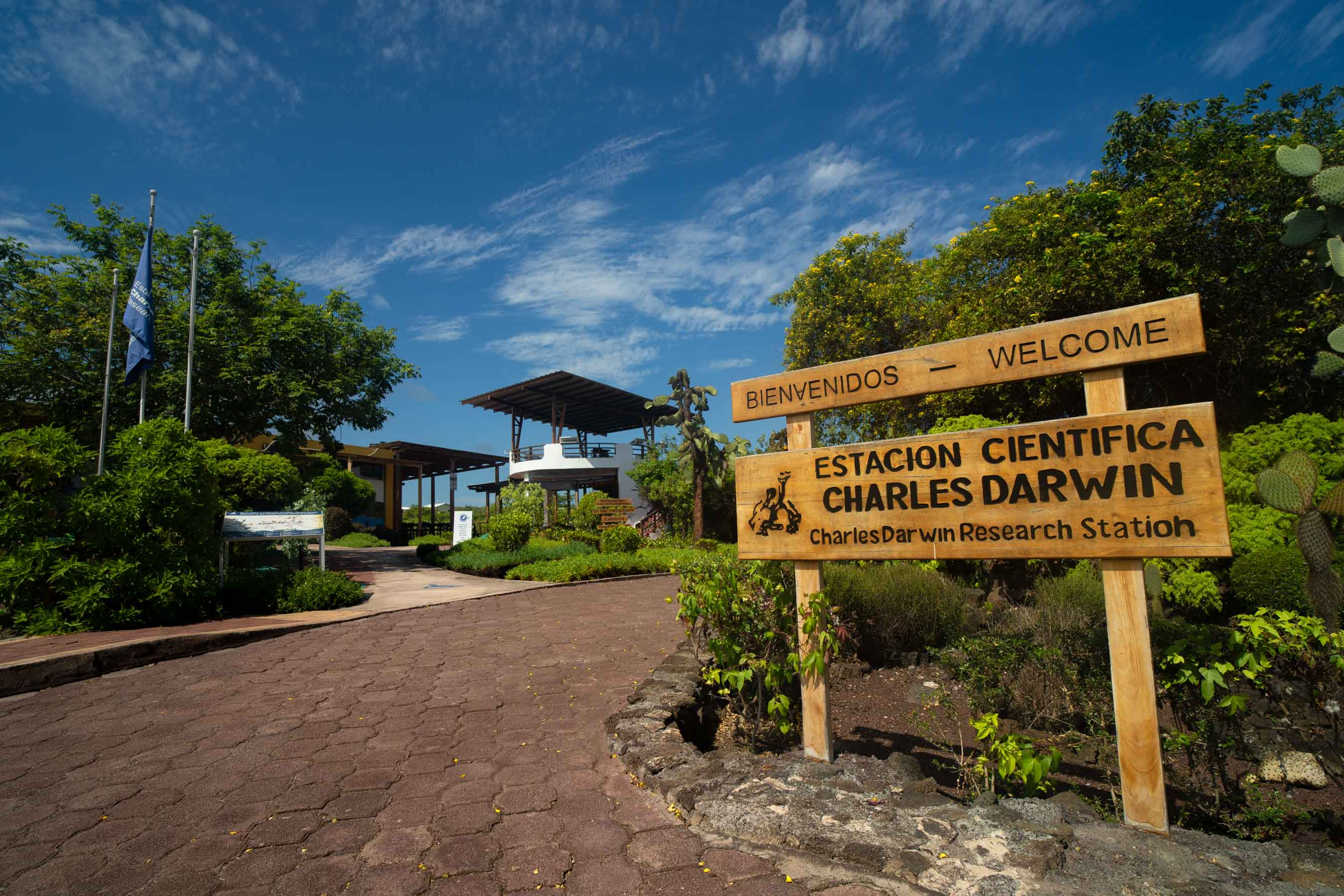
Estación Científica Charles Darwin

En el año de 1936, preparó un trabajo sobre darwinismo que fue publicado en los Anales de la Universidad Central. Un año más tarde continuaría sus investigaciones en el Valle del Chota, Ibarra, el páramo del Ángel, Tulcán, Ipiales, siguiendo el trazo de la carretera Panamericana, con los estudiantes de Farmacia de esta universidad. En la siguiente ocasión partieron a Riobamba, Guaranda y Balzapamba para conocer la distribución altitudinal de la vegetación y las Cinchonas de ese último paraje. Luego estuvo por Chillogallo y sus alrededores y volvió a Guayaquil para seguir en 1937 a las islas Galápagos como miembro de la Misión Científica que recorrió buena parte de ese archipiélago, incluyendo las islas de San Cristóbal, Isabela, Santa Cruz, James o Santiago y por último Floreana. 
Todos esos viajes le fueron de gran valor para su formación científica; pues, aparte de las continuas lecturas, logró hacer acopio de una vasta experiencia botánica en todo tipo de terreno, tanto de costa como de sierra, que le serviría en breve, al declararse la Segunda Guerra Mundial. En ese año sugirió la construcción de la carretera subandina oriental desde la frontera con Colombia hasta el Perú, pero su idea fue tildada de imposible por las mentalidades estrechas del país. Hoy todavía es un hermoso sueño.
Dos años más tarde publicaría "Galápagos y su naturaleza" en 360 páginas en el décimo tomo de la biblioteca "Ecuador". Sus investigaciones en el archipiélago venían desde la década de los 30 cuando organizó la primera misión científica liderada por ecuatorianos junto a otros académicos de la Universidad Central del Ecuador. Su trabajo en las Galápagos continuaría a lo largo de toda su carrera. En el año de 1964 fue coordinador de la Expedición Internacional a las Galápagos para la Unesco y la Universidad de California, trabajando de enero a marzo y lograron interesar a los organismos conservacionistas del mundo sobre la importancia de dicho enclave ecológico.
La historia de Acosta Solís y sus contribuciones al estudio científico de las Islas Galápagos son importantes para la historia de este país puesto que fue un temprano promotor de la protección del archipiélago desde el punto de vista conservacionista y científico. Fue el único científico ecuatoriano en el crucero inaugural de la Estación Científica Charles Darwin, así como en el simposio realizado en el buque Oso Dorado que promovió la causa conservacionista internacionalmente. Acosta Solís publicó en la prensa local y en un artículo académico que apareció en la revista Anales, donde insistió en la necesidad de proteger las islas y crear una estación de investigación científica. Desde entonces empezaron los esfuerzos por la conservación del archipiélago que en su mayoría han sido ejemplos de proyectos de planificación centralizada.

### Incorporación a la National Geographic Society

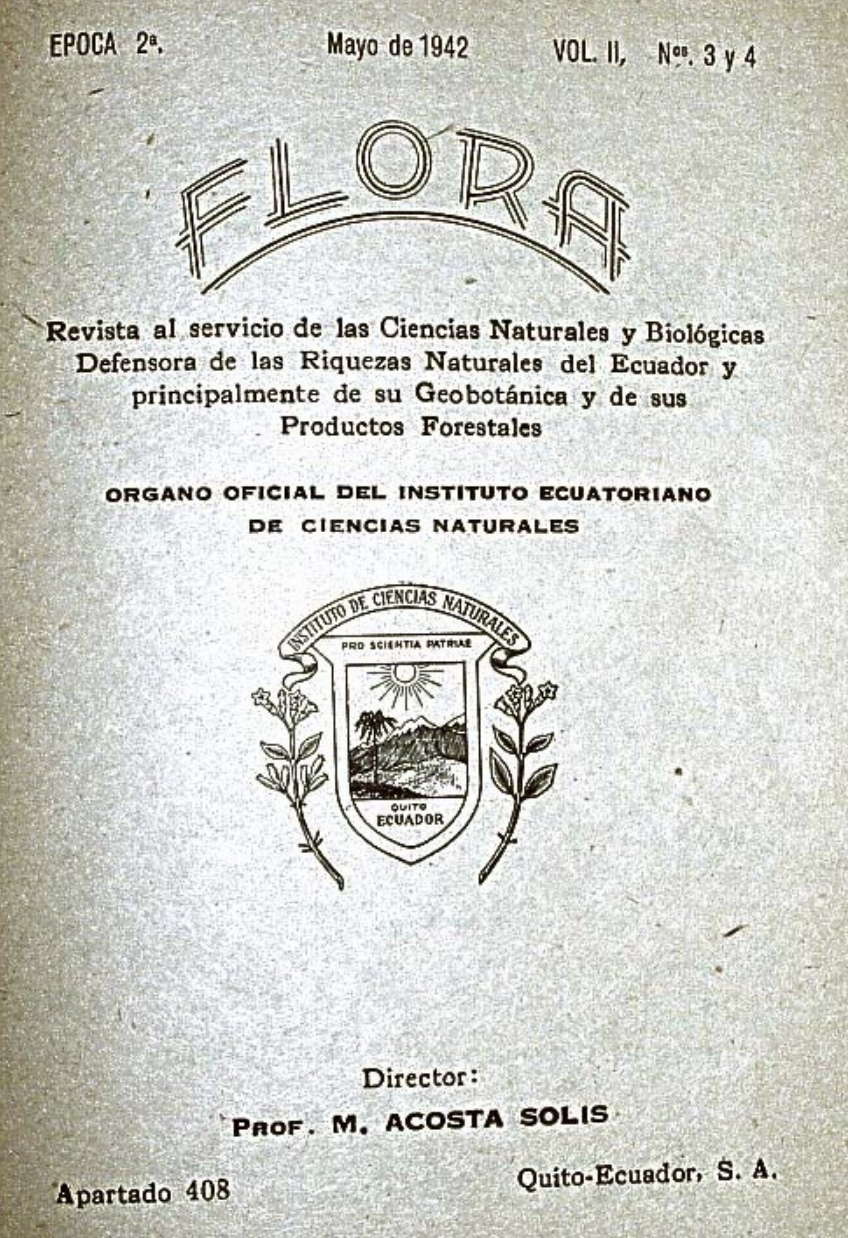
Revista Flora donde se puede ver la afirmación de Solís de ser un "defensor de los recursos naturales"

En 1938 examinó ampliamente la zona norte de Quito, desde la desembocadura del río Pisque en el Guayllabamba, con los estudiantes de agronomía. Luego exploró de San Antonio a la hacienda Huatos por e! camino de herradura, con dos ayudantes. Finalmente fue desde Ibarra a Yaguarcocha, Otavalo, la laguna de San Pablo, Cotacachi y Cuicocha con los estudiantes de botánica, y concurrió a la I Reunión Sudamericana de Botánica realizada en Río de Janeiro donde expuso sus principales logros y empezó a ser conocido por especialistas del continente. También mantenía una muy leída columna en “El Comercio” de Quito sobre asuntos científicos. De regreso sustentó una conferencia en el colegio Gómez de la Torre de Ibarra, luego habló en Otavalo. Enseguida escaló el Guagua Pichincha para adiestrarse en andinismo. Su alumno Jorge H. Viera publicó una interesante Relación de este viaje en "El Comercio".
Finalmente herborizó en la laguna de Cuicocha, en Puéllaro -desde Shaigua al puente del río Guayllabamba– en las vacaciones estuvo en Ambato realizando observaciones meteorológicas y ascendió al cerro Pilis-Urco para comparaciones florísticas con los páramos del Pichincha a igual altura. En diciembre pasó a Shaigua investigando los algarrobos. Fue un año de incansables viajes y experiencias científicas que formaron al gran investigador.
En 1939 fue designado miembro correspondiente de la National Geographic Society de Washington D. C. y continuó sus viajes. Primero estuvo en Cumbayá y en los llanos secos de las pirámides, luego pasó a la hacienda Velasco en la mitad del mundo, siguió hasta el valle geológico del Pululagua acompañado del botánico sueco Dr. Erik Asplund, herborizando desde Ventanilla hasta el valle cráter. Con dicho sabio siguió al Chota de vuelta por la peña y lagunas de San Pablo y Cajas hasta Saloya. Desde Macuchi y Lasso cruzó el páramo de Tiopullo buscando flores y estudió el estado vegetativo de la hacienda Velasco donde adquirió una parcela de terreno semiárido para sus experimentos.
En 1940 fue nombrado Rector fundador de Colegio 5 de Agosto, de Esmeraldas y tuvo a cargo varias cátedras. Su estadía en esa provincia fue por demás provechosa. En julio excursionó por las playas desde China hasta Rioverde y Mates. En agosto llegó a Atacamos y a la punta de Súa. En septiembre visitó la Tola y por la mañana se internó desde Lagarto hasta el estuario del río Santiago y el poblado de San Lorenzo. De regreso a la costa siguió de Súa a las puntas Galera y Tortuga hasta Mutile. En noviembre se concretó a seleccionar las distintas muestras de granos y semillas recogidas.
En 1941 fue director Botánico de la Comisión del IV Centenario del Río Amazonas y le otorgaron esa cátedra en el Instituto Superior de Pedagogía y Letras de Quito. De esos meses recuerda sus viajes por los páramos del volcán Chiles y el descenso hasta Maldonado herborizando en los chaparrales y páramos. En junio fue a Loa y a las faldas del Otavalo que escaló hasta los 4.400 m s. n. m.. En diciembre organizó el Instituto Ecuatoriano de Ciencias Naturales cuyo órgano oficial, la revista "Flora" pronto circuló por los principales centros científicos del mundo.

### Las expediciones botánicas

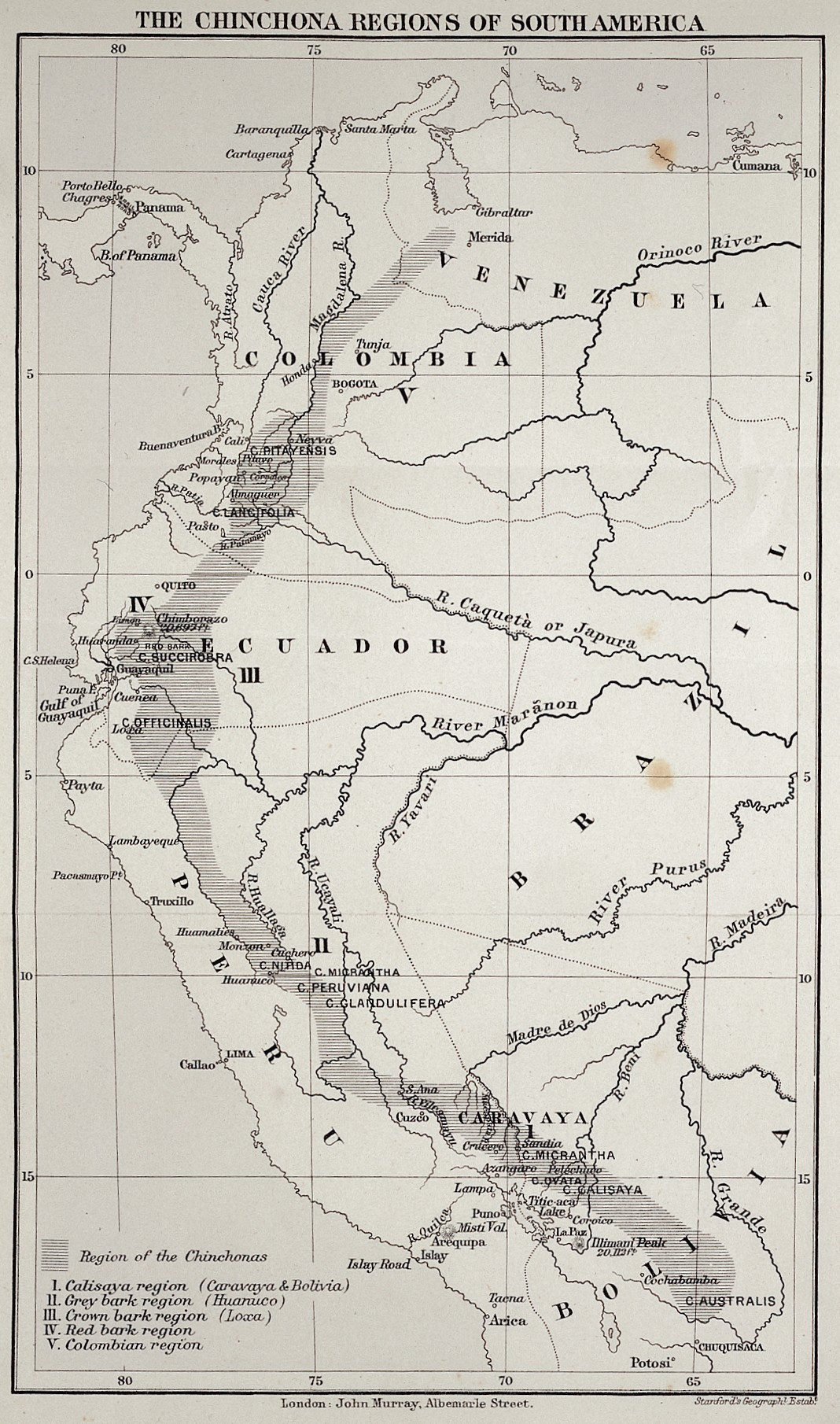
Mapa de la quina, en los Andes

Entre 1941 y 1945 fue Botánico Jefe de las expediciones Cinchoneras del Departamento de Agricultura de los Estados Unidos para el área del Ecuador, con un sueldo que guardaba relación a su alta calidad científica. En 1942 colaboró en el establecimiento de la I Estación Experimental Agrícola Tropical del Ecuador con sede en Pichilingue, que funcionó bajo los auspicios de la "Defensa Spiles" del Departamento de Agricultura de los Estados Unidos, quintuplicando su sueldo hasta 1946. También estuvo en Chorrera y Cruz Loma y desde la zona de Cotocollao, siguiendo el camino más occidental de Nono, en compañía de sus estudiantes de Ciencias Biológicas.
En 1943 realizó una excursión geológica a la quebrada de Chiche y la hacienda Nápoles con los miembros de la Sociedad Geográfica. En junio exploró las zonas de Cuenca y el Pan y los bosques subandinos sobre Guagra-rancho, donde se accidentó el Ing. Feathlar Stonhaugh interrumpiéndose el viaje.
Pasó a Cuenca y herborizó en baños y en las vegas del Tomebamba. En agosto excursionó desde Bucay, Sibambe y Alausí. En septiembre viajó a la zona Cinchonera de Saloya y trabajó desde el puente del socabón en el río Salinas hasta Vinchoa en la Provincia de Bolívar y de Guaranda hasta las cabeceras de Olivo. En noviembre estuvo en Chillanes. Luego en Arrayán, en San Pablo de Atenas y logró descubrir cinco especies no conocidas de cipreses en Guapangoto. En noviembre herborizó en Telimbela, dando vueltas por Cumbillín, San Simón, etc. En enero de 1944 siguió al occidente de Aloag por Lache a Cóndor Machachi y el área de Gualilagua y con el Dr. Wilson Penonoe fue a Telimbela. En febrero desde Aloag a Huamboya y el sotobosque de Cubillín a 3.300 metros de altura. En marzo volvió a Fúngala, Alao y las faldas sudorientales del Sangay, herborizando en el trayecto por los potreros de San Luis hasta la cuesta de Pinlillic. En abril trabajó en Loja desde las Chinchas a Cotacocha y Playas y el bosque de la hacienda La Hamaca. En marzo estuvo en las faldas noroccidentales del Mojanda y en el sotobosque superior hasta Otavalo. En junio en el nevado Cayambe y en la laguna de Chiche, en el nevado Cotacachi y haciendas San Francisco y Pataichubamba. En julio trabajó en el bosque de Sebritana al noroeste del Cotopaxi. Todos los ejemplares que recolectaba enriquecían su herbario personal denominado "Acostessi".

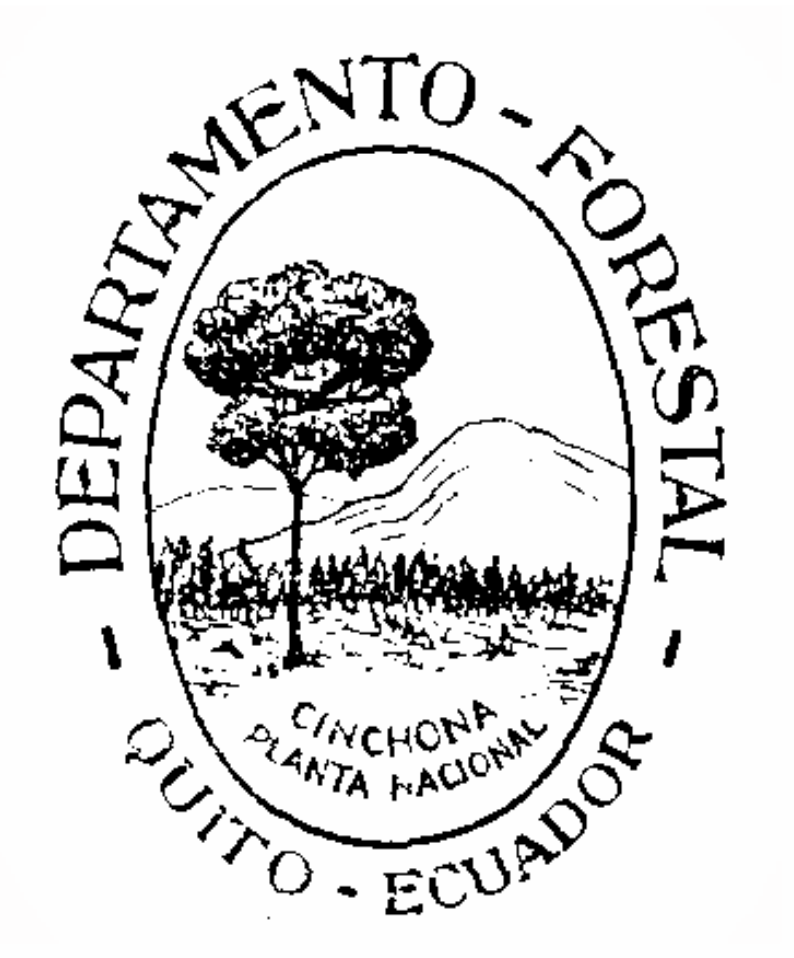
Logo del Departamento Forestal fundado por Misael Acosta Solís fundado en 1949

En ese año editó "Nuevas contribuciones al conocimiento de la provincia de Esmeraldas", tomo I en cerca de 606 páginas. Esta publicación es considerada como una pionera en Ecuador en muchos aspectos. A su vez le permitió introducirse en el mundo científico Internacional al ser calificada en Buenos Aires como "El Mejor Libro Geográfico de América". En 1945 fue contratado por el Banco de Fomento como agrólogo para confeccionar la Carta Agrícola de la provincia de Tungurahua; en los veranos del 45 y 46 realizó cursos de Toxonomia botánica y Manejo de herbarios en el Museo de Historia Natural de Chicago. También fue contratado como botánico en la Estación Experimental de Pichilingue, editó "Las Cinchonas del Ecuador" y "Nuevas Contribuciones al conocimiento de la provincia de Esmeraldas", premiada por la sociedad Geográfica Argentina.
Entre 1946 y 1948 realizó un Postgrado en Recursos Naturales, Bosques y Microtecnias de maderas tropicales becado en Ann Arbor, Universidad de Míchigan. Durante los veranos clasificaba sus colecciones hecha en el Ecuador y realizaba prácticas de Laboratorio en el famoso Museo de Historia Natural de Chicago, donde le ofrecieron una importante colocación que rechazó por regresar a colectar en su patria. El Decano, Samuel T. Dana, certificó que Acosta Solís era un excelente Tecnologista y un gran trabajador en Microtecnia. En noviembre fundó el Departamento Forestal del Ecuador que funciona adscrito al Ministerio de Agricultura y fue su primer Director. En 1949 fue nombrado Director Forestal Nacional, cargo que desempeñó hasta 1953.
Dentro de las publicaciones realizadas alrededor de este tema encontramos:
- La quina roja, flor nacional del Ecuador. Razones por las que ésta representa fitológicamente al Ecuador
- Historia de las exploraciones cinchoneras en el Ecuador
- La cinchona: planta nacional del Ecuador
- Cinchonas del Ecuador

### Trabajo para la forestación de Ecuador

#### La Estación Forestal de Tierras Áridas

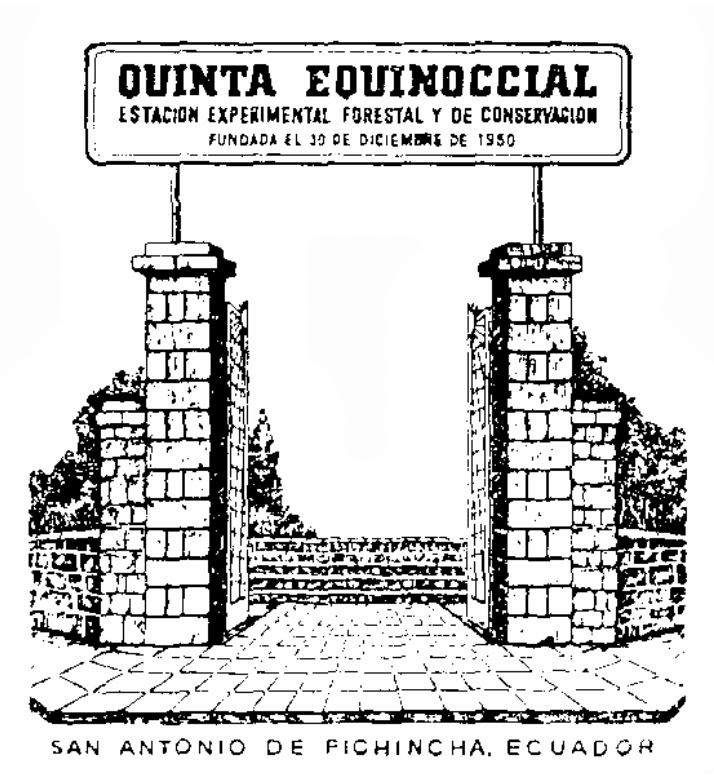
Logo de la Estación Experimental y Forestal llamada "Quinta Equinoccial"

En 1950 fundó la Estación Forestal de Tierras Áridas en San Antonio del Pichincha en la quinta equinoccial y editó "Los Manglares en el Ecuador". Igualmente presidió la Sociedad Ecuatoriana para la protección de la Naturaleza y la conservación de los Recursos, y fundó las Estaciones forestales del trópico húmedo en San Lorenzo y Subtrópico en Lita, merced al apoyo recibido por el gobierno del presidente Galo Plaza. Entre 1953 y 1954 fue Asesor Conservacionista del Ministerio de Agricultura y Cría, de Caracas, Venezuela.
En 1954 dio a la luz pública "La forestación artificial en el Ecuador Central", una carta, fotografías y dibujo, y elaboró el informe "Azuay-Cañar" con el Econ. Walter Pitarque y el Agrónomo César Herrera, enviados por la Junta de Planificación para estudiar la situación del austro ecuatoriano y que sirvió de base a la creación del Centro de Reconversión Económica CREA que tantos frutos ha dado a esa región. El 58 fue designado Profesor de Botánica y Ecología de la U. Católica de Quito. En 1959 editó "El noroccidente ecuatoriano" con resúmenes en inglés, francés y alemán y “Glumíforas del Ecuador" en 120 p. En 1960 "Maderas económicas del Ecuador y sus usos" ilustradas con dibujos, fotografías y resúmenes en diversos idiomas.

#### La reforestación, la Unesco y la conservación
En 1960 viajó a Salinas llamado por el empresario Luis Noboa Naranjo para implementar un programa gigantesco de reforestación a nivel nacional pero el infarto que sufrió Noboa, se interpuso en la realización del proyecto que finalmente no se realizó con grave perjuicio para Misael. Entre 1960 y 1964 dirigió las extensiones experimentales de San Lorenzo y Lita. En 1961 editó "Los bosques del Ecuador y sus productos" con dibujos, fotografías y tablas. En 1962 editó "Fitogeografía vegetación de la Provincia del Pichincha" en 136 p. Ese año obtuvo el Premio Internacional de la Sociedad de Conservación y Divulgación Conservacionista de Washington por su amplia campaña científica en el continente, primer galardón internacional que recibirla en su larga y fructífera vida. Realizó cursos avanzados de Verano de Biología y Ecología en las Universidad Southern California de Los Ángeles y San José de Costa Rica. En 1964 fue coordinador de la Expedición Internacional a las Galápagos para la Unesco y la Universidad de California, trabajando de enero a marzo y lograron interesar a los organismos conservacionistas del mundo sobre la importancia de dicho enclave ecológico. En 1965 recibió la Medalla Reytemeyer otorgada por la Asamblea Interamericana de Prensa realizada en Lima, como premio a sus numerosas publicaciones científicas en los diarios de Quito.
La "Georgia Pacific Co." le designó botánico forestal para la evaluación de la selva noroccidental del Ecuador y fruto de tal experiencia fue su Informe editado en 1966 en inglés "The Forests of the northwest of Ecuador" en 120 p. En el año de 1967 fue contratado por la "American Research of New York" para evaluar las cinchonas en Ecuador y Bolivia. En 1969 salió "Los Recursos naturales del Ecuador y su conservación" en 5 volúmenes que aparecieron en México, merecieron el Premio Wallace Atwood del Instituto Panamericano de Geografía e Historia y constituye una enciclopedia de los Recursos naturales de nuestro país y su modo de conservarles. También salió "Geografía y Ecología de las tierras áridas del Ecuador, catálogo de gramíneas, ciperáceas y juncáceas" en 120 p. Por esas obras fue declarado por el Senado de la República como el Decano de los Naturalistas del país y recibió la Medalla Humboldt otorgada por el Departamento de Cultura de Alemania Federal y la Medalla al Mérito Educacional de Primera Clase. En 1970 ocupó la Vicepresidencia de la Alianza para el Progreso en el Ecuador, por designación otorgada por la OEA. Y hasta el año de 1978 fue secretario técnico del Instituto Panamericano de Historia y Geografía, sección Ecuador, miembro activo del Comité Nacional del Medio Ambiente. En 1977 recibió la medalla de oro en honor a Walther Gerlach. 
Sus publicaciones que se enfocaron en la reforestación son:
- Productos forestales del Ecuador
- Los bosques impiden los deslaves
- Maderas más conocidas y usadas en la provincia de Esmeraldas
- Por la protección y fomento forestal del Ecuador
- La forestación artificial en el Ecuador central

### El método científico y el IECN

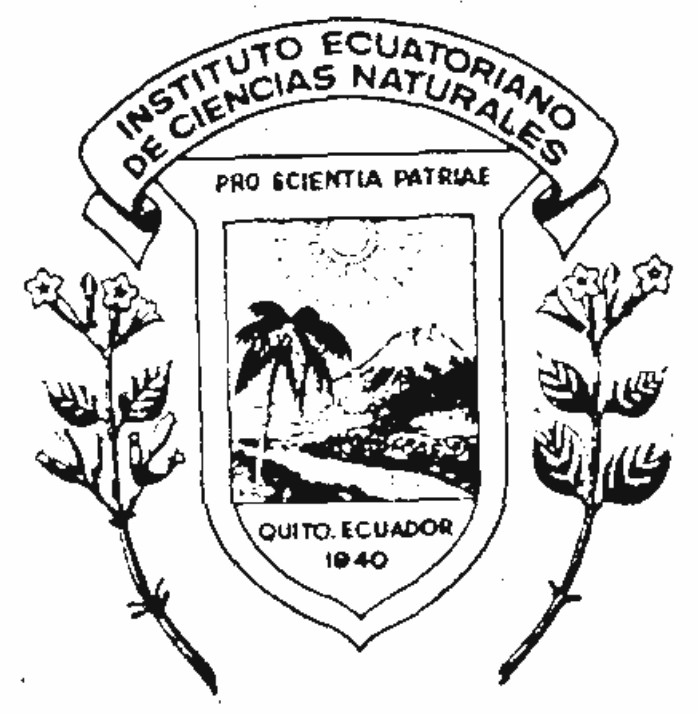
Logo del IECN. El sol ilumina verticalmente el Ecuador, donde los Andes elevados hasta nieves perpetuas separan las regiones cálidas de la Costa y Amazonía. La palmera es la riqueza forestal y las hojas y flores de quina recuerdan la planta salvadora de la humanidad.

En 1980 fue director de Investigaciones Geográficas y Ecológicas del Instituto Ecuatorianos de Ciencias Naturales. Entre los años de 1982 y 1984 representó a la Comunidad Científica ecuatoriana ante la Comisión de Ciencia y Tecnología. En 1990 ayudó a los miembros del Programa de Extensión Agrícola de la Misión Alemana en el Ecuador.
En 1991 le fue otorgada una pensión vitalicia igual a diez salarios mínimos vitales, pues había sido desahuciado de la casita que ocupaba en la calle Manabí y pasaba penurias económicas. Entonces cambió a la finca equinoccial de su propiedad, la biblioteca especializada con libros y revistas que recibía de todo el mundo, ordenándola con método pues siempre había sido un excelente trabajador, acostumbrado a la vida frugal. Parco en el comer, en muchas ocasiones solo se alimentaba con un poco de maíz molido, capulíes o chochos. Sus conocimientos científicos aplicados a la conservación de los suelos han servido para preservarlos de la erosión, pero no todas sus ideas se aceptaron, aunque quizá lo sean en el futuro.
Más allá de sus investigaciones que se enfocan en la biología, botánica y la conservación. Acosta Solís se preocupó por el método científico en sí y quería ayudar desde este ámbito a la difusión de métodos de investigación que él había aprendido y aplicado a lo largo de toda su carrera. Para ello publicaría dos manuales importantes titulados "Manual práctico para la formación de almácigas y viveros forestales" y "Manual para la elaboración y publicación de trabajos científicos". El primero con el objetivo de tecnificar la forma en la que se construyen y mantienen viveros que contienen distintas maderas para su estudio. El segundo de manera más general para la publicación de las investigaciones siguiendo el método científico. Esto fue complementado a su vez con algunas publicaciones que se enfocaron en la educación científica desde la primaria en la escuela hasta el conocimiento científico en general de la población. Por último publicaría importantes trabajos relacionados con la historia de la ciencia en Ecuador y América Latina.
- La Enseñanza de la botánica en la escuela primaria. Principales normas y consejos que el maestro debe practicarlos
- Editorial. Por la tecnificación de las juventudes
- Necesidad de fomento científico y técnico en el Ecuador
- Manual práctico para la formación de almácigas y viveros forestales
- Manual para la elaboración y publicación de trabajos científicos
- La ciencia en América Latina durante la conquista y la colonia
- Historia de las exploraciones cinchoneras en el Ecuador
- Breves anotaciones sobre la historia de la climatología en el Ecuador

## Últimos años y fallecimiento

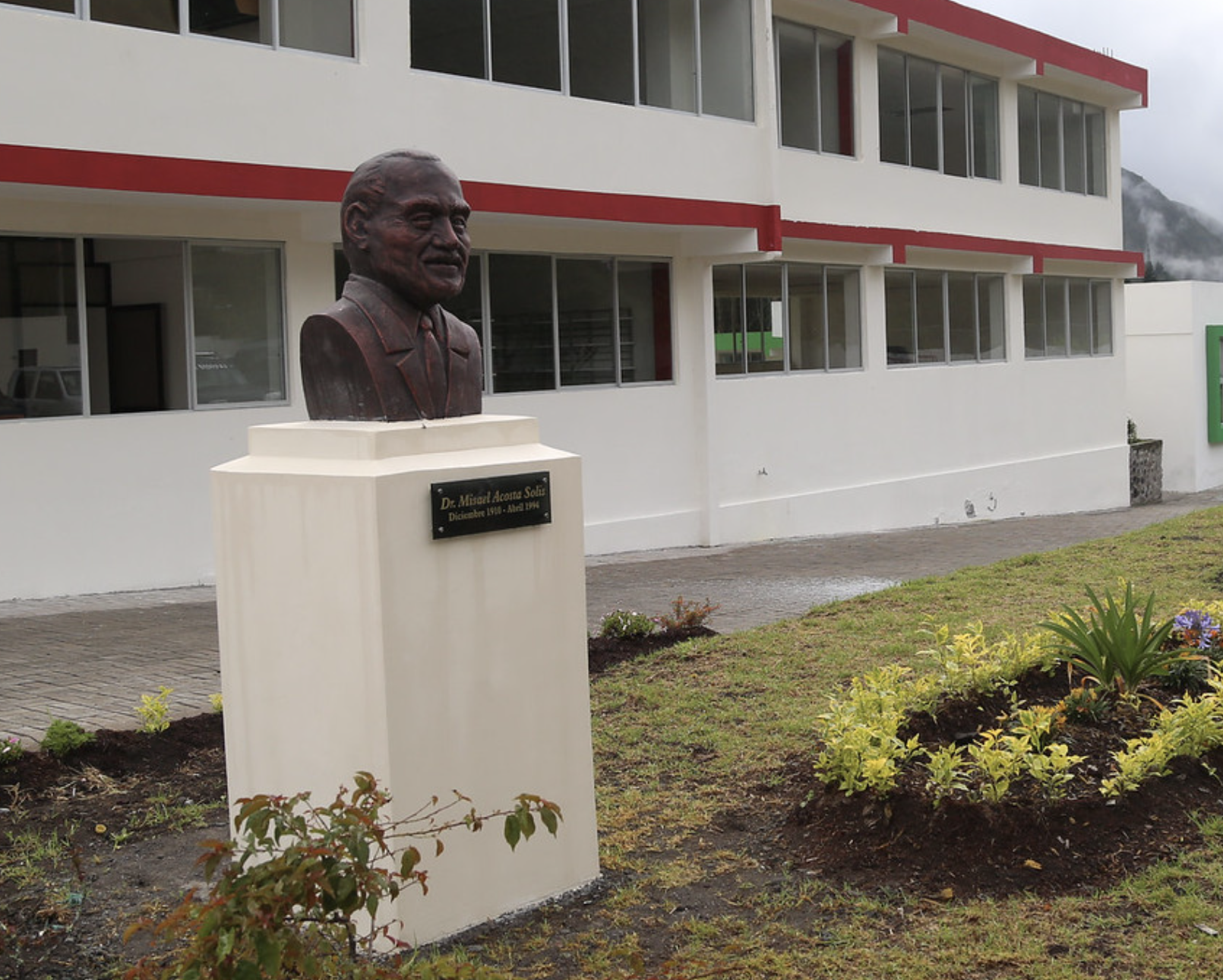
Busto en su honor en una escuela que lleva su nombre en Ecuador

Con una jubilación magra a cuesta y un sueldo simbólico de S/. 50.000 mensuales que recibía del Banco Central del Ecuador para terminar su "Enciclopedia de Botánica Económica" que debía entregar en cinco volúmenes, pasaba apuros y se quejaba de una sordera crónica. De sus excursiones aún tenía numerosos ejemplares porque los de la Universidad Central del Ecuador fueron descuidados y casi han desaparecido. Se hallaba casado con Beatriz Oñate Gaon y estaba finalizando el primer Catálogo de las Maderas y Leñosas del Ecuador, una Sinopsis de la Flora Útil del Ecuador, un Catálogo de las Gramíneas y Ciperáceas. También trabajaba un libro sobre Fitogeografía Ecuatoriana y un Manual Gráfico sobre conservación de las tierras andinas. Se sabe también que Solís conservaba cuadernos con prolijas anotaciones, detalles de prensa, etc. En 1992 publicó su currículo vitae con biobibliografía actualizada, en 102 p. Acostumbraba levantarse a las cuatro de la mañana para ganar horas al día pues era disciplinado. Formó dos colecciones: el Herbario Nacional con 25.000 especímenes y la Deudología con 8.000 tabillas de diversas maderas, ambas en doble serie. Una obsequió a los Estados Unidos y otra al estado ecuatoriano.
Un desliz en una grada le ocasionó una caída y a consecuencia de ella falleció, en Quito, en abril de 1994, agobiado por un absurdo catastro municipal millonario que prácticamente le condenaba a la pérdida de su Jardín Botánico Equinoccial, pues no podía pagar dicho impuesto predial anual dada su situación de apremio económico.

## Condecoraciones
A partir de la década de los ochenta, sus trabajo sería reconocido por lo que tendría varias condecoraciones seguidas lo que lo consagraba como uno de los científicos más importantes de ese país:
- En 1962 recibió el Premio Internacional de la Sociedad de Conservación y Divulgación Conservacionista de Washington
- En 1977 recibió la medalla de oro en honor a Walther Gerlach en Alemania.
- En 1982 fue condecorado con la Orden Nacional al Mérito.
- En 1987 fue miembro de la Comisión del Medio Ambiente del Congreso Nacional del Ecuador.
- En 1988 recibió un público reconocimiento del Instituto Mundial de Ciencias y Cultura "Albert Einstein” de la Universidad de Heidelberg en Alemania.
- En 1989 el Premio Nacional Eugenio Espejo a las Ciencias.

## Publicaciones

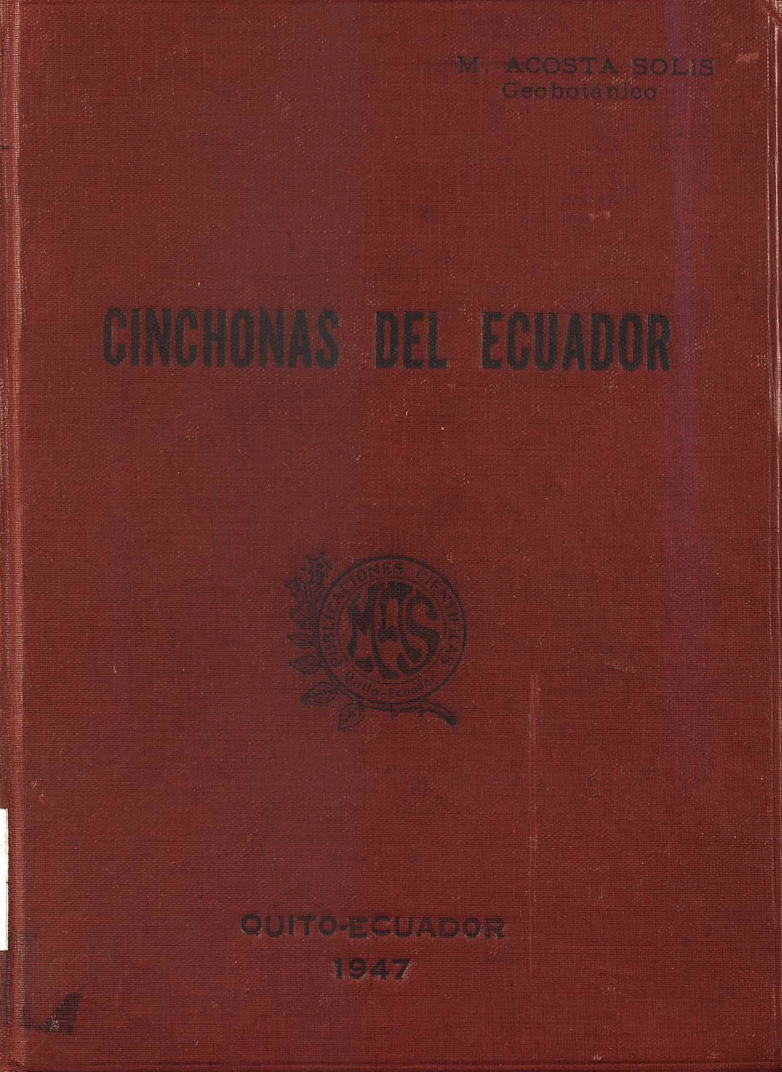
Cinchonas del Ecuador donde publicaría sus investigaciones en 1946

Se presenta a continuación una lista cronológica de sus publicaciones:

### Libros publicados
- 1951: Cinchonas del Ecuador. 271 p.
- 1960: Maderas económicas del Ecuador y sus usos. 321 p.
- 1968: Divisiones fitogeográficas y formaciones geobotánicas del Ecuador. 271 p.
- 1969: Naturalistas y viajeros científicos que han contribuido al conocimiento florístico y fitogeográfico del Ecuador. 138 p.
- 1992: Vademécum de plantas medicinales del Ecuador. 243 p.
- 1965-1969: Los Recursos naturales del Ecuador y su conservación.[28]
  - Primera parte: El medio geográfico ecuatoriano
  - Segunda parte: Los principales recursos naturales.
  - Tercera parte: Historia, reuniones y legislación de recursos naturales. (tomo 1)  Bibliografía sobre la naturaleza ecuatoriana. (tomo 2)

### Contribuciones en institutos fundados por Acosta Solís
Dentro de las principales revistas donde publicó Acosta Solís destacan las relacionadas con los institutos que el creó, a saber: Revista Flora, Departamento Forestal del Ecuador y el Instituto Ecuatoriano de Ciencias Naturales.

#### Revista Flora
- 1937a. «Editorial. El Instituto Botánico y “Flora”». Flora 1 (1) (mayo): 1-4
- 1937b. «La quina roja, flor nacional del Ecuador. Razones por las que ésta representa fitológicamente al Ecuador». Flora 1 (1) (mayo): 45-46
- 1937c. «Estudio botánico-químico del Sida rhombifolia (escobilla)». Flora 1 (1) (mayo): 51-100
- 1937d. «Sodiro y la flora ecuatoriana». Flora 1 (1) (mayo): 132-136
- 1937e. «Bistropogon mollis. Estudio botánico-químico y médico-aplicativo». Flora 1 (2) (octubre): 5-22
- 1937f. «Excursión botánica al páramo del Ángel». Flora 1 (2) (octubre): 104-118
- 1937g. «Galápagos observado fitológicamente». Anales de la Universidad Central LIX (302) (diciembre): 427-504
- 1942c. «Nota de la dirección» (al final del artículo «Prioridad y publicación» de Gualterio LOOSER). Flora 2 ( 3-4): 43
- 1942e. «Por la reforestación de la Sierra ecuatoriana». Flora 2 (5-6) (diciembre): 5-7
- 1943a. «Editorial. Por la tecnificación de las juventudes». (se lo atribuyó) Flora 3 (7-8) y (9-10) (diciembre): 5-6
- 1943b. «Breves anotaciones sobre la historia de la climatología en el Ecuador». Flora 3, no. 7-8 y 9-10 (diciembre): 9-45. [En el año de 1944 se imprimiría "Breves anotaciones sobre la historia de la climatología del Ecuador" 2a ed., Quito].
- 1943c. «El quishuar u olivo del páramo. Olivo de los incas». Flora 3, no. 7-8 y 9- 10 (diciembre): 119-125.
- 1943d. «Insecticidas». Flora 3, no. 7-8-9-10 (diciembre): 173-177.
- 1944a. «Historia de las exploraciones cinchoneras en el Ecuador». Flora 4, no. 13-14 (mayo): 119-214.
- 1944b. «La tagua, coroso o marfil vegetal». Flora 4, no. 11-12 (mayo): 23-58.
- 1944c. «El Prof. Dr. Augusto N. Martínez». Flora 4, no. 11-12 (mayo): 224-226.
- 1944e. «La muerte del profesor Jonás Guerrero Peña. Miembro fundador del Instituto Ecuatoriano de Ciencias Naturales.» Flora 4 (11-12) (mayo): 248-249
- 1944f. «Los bosques impiden los deslaves» Flora 4, no. 11-12 (mayo): 22. 1944g. «Por la protección y fomento de nuestros recursos naturales». Flora 5, no.13-14 (diciembre): 5-7.
- 1944h. «Editorial. En el Ecuador es de inmediata necesidad la creación del Departamento Botánico-Forestal» Flora 4 (11-12) (mayo): 5-7
- 1945b. «Necesidad de fomento científico y técnico en el Ecuador». Flora 6, no15-16 (diciembre): 3-5
- 1945c. «Por la protección y fomento forestal del Ecuador». Flora 6, no 15-16 (diciembre): 195-243. 1945d. «Defendamos nuestros recursos naturales». Flora 6, no 15-16 (diciembre):244-248
- 1945e. «El eucalipto en el Ecuador». Flora 6, no. 15-16 (diciembre): 149-194.
- 1950b. «Editorial. La creación del Instituto Nacional de Conservación es una necesidad en el Ecuador». [se lo atribuyó]. Flora 7 (17-20) (diciembre): 3-5

#### Departamento Forestal del Ecuador
- 1949. Manual práctico para la formación de almácigas y viveros forestales. Publicación no. 6, Departamento Forestal del Ecuador
- 1950a. «La cinchona: planta nacional del Ecuador». Publicación, no. 8 (enero). Quito: Departamento Forestal del Ecuador. 194 p.
- 1950c. «Primera lista numerada de las maderas y leñosas del Ecuador, colectadas por el Prof. M. Acosta Solís». Flora 7, no. 17-20 (diciembre): 7-78. [en 1951 se publicó una separata en Publicación, no. 10 (enero), Departamento Forestal del Ecuador]
- 1950d. «Formación de la xiloteca». Publicación, no. 10. Departamento Forestal del Ecuador
- 1951e. «Plantación y conservación de los árboles ornamentales». Publicación, no. 13. Quito: Departamento Forestal del Ecuador.
- 1952c. «La enumeración y descripción de los árboles y maderas». Publicación, no. 14. Quito: Departamento Forestal del Ecuador.

#### Instituto Ecuatoriano de Ciencias Naturales
- 1954a. «El cedro centroamericano en el Ecuador Cedrela mexicana Roemer». Contribución, no. 25 (octubre). Quito: Instituto Ecuatoriano de Ciencias Naturales.
- 1959. El noroccidente ecuatoriano. Geografía y ecología de Lita a San Lorenzo. Cubierta vegetal y reconocimiento botánico forestal. Agricultura y sugerencias en favor del mejor aprovechamiento de las tierras. Contribución no. 30. Quito: Instituto Ecuatoriano de Ciencias Naturales.
- 1969. «El Instituto Ecuatoriano de Ciencias Naturales». Flora 12, no. 41-46 (mayo): 193-207.

### Contribuciones en otros institutos de Ecuador
Además de esto, también colaboró con revistas e institutos de Ecuador como fueran la revista Publicaciones científicas MAS, el BICN de la Casa de la Cultura así como publicaciones con universidades de Ecuador.

#### Publicaciones Científicas MAS
- 1944d. Nuevas contribuciones al conocimiento de la provincia de Esmeraldas. Quito: Publicaciones Científicas MAS.
- 1945f. Algunas consideraciones sobre la tierra ecuatoriana y su colonización. Quito: Publicaciones Científicas MAS
- 1952a. Por la conservación de las tierras andinas: la erosión en el Ecuador y métodos aconsejados para su control. Quito: Publicaciones científicas MAS.

#### Boletín de Informaciones Científicas Nacionales (BICN)
- 1951b. «Las posibilidades de la industria del papel en el Ecuador». Boletín de Informaciones Científicas Nacionales 3, no. 38 (marzo-abril): 595-607.
- 1951c. «Fibras y lanas vegetales industriales del Ecuador». Boletín de Informaciones Científicas Nacionales 4, no. 41 (agosto-septiembre): 191-198. [reproducida luego como Contribución]
- 1972. Bibliografía científica del Dr. M. Acosta Solís de 1928 a 1972. Quito: Casa de la Cultura Ecuatoriana.
- 1973. «El paisaje y la cubierta vegetal del Reino de Quito al arribo de los conquistadores españoles». Boletín de Informaciones Científicas Nacionales 14, no. 105-106 (enero junio): 11-29.

#### Otras revistas
- 1939. «Productos forestales del Ecuador». Maderil, no. 132-133 (junio-julio). Reproducido en Revista de la Cámara de Agricultura 11-12 (mayo-junio de *1939)
- 1940. Factores agrícolas. Quito: Instituto Botánico de la Universidad Central
- 1942a. «La Enseñanza de la botánica en la escuela primaria. Principales normas y consejos que el maestro debe practicarlos». Contribución no. 1. Quito: Talleres Gráficos del Ministerio de Educación
- 1942b. Anotaciones sobre la vegetación del norte de Quito: desde Cotocollao y San Antonio hasta el Río Guayllabamba. Quito: Universidad Central del Ecuador.
- 1945a. Las tierras agrícolas de la provincia de Tungurahua. Quito: Imprenta Ecuador. Incluye la Carta Agrícola 1:100.000
- 1950e. San Antonio situado en el centro del mundo interesante lugar para el turismo. Sin notas editoriales
- 1954b. La forestación artificial en el Ecuador central. Especies ensayadas y técnicas de plantación experimentadas en áreas secas. Quito: Escuela Politécnica Nacional.
- 1954c. Decálogo para la conservación de las tierras agrícolas. Quito: Unión Nacional de Periodistas.

### Contribuciones en institutos internacionales
Por último dentro de las publicaciones en revistas u organismos internacionales encontramos su trabajo de conservación con la UNESCO, así como colaboraciones con universidades de Estados Unidos y otros institutos latinoamericanos:

#### Organismos internacionales
- 1942d. «Maderas más conocidas y usadas en la provincia de Esmeraldas». Maderil (Buenos Aires), nos. 167, 168 y 169 (mayo, junio y julio).
- 1947. «Soil erosion in the agriculture highlands of Ecuador and suggestions for its protection by appropriate plants, principally by Setaria cernua H.B.K.».Chicago. Mimeo.
- 1948a. «Nature protection in Ecuador». En Proceedings of the Inter-American Conference on Conservation of Renewable Natural Resources. Denver, Colorado. septiembre 7-20, 1948. S.l. (Denver): The Department of State.
- 1948b. «Suggestions presented to the first interamerican conference on conservation of renewable natural resources». Michigan, mimeo
- 1953. Nuestra madre naturaleza. Quito: Comité Nacional de Protección a la Naturaleza y Conservación de los Recursos Naturales y UNESCO.